# 니시부쿠로역
니시부쿠로역(일본어: 西袋駅 にしぶくろえき[*])은 일본 야마가타현 히가시타가와군 쇼나이정에 위치하 동일본 여객철도 우에쓰 본선의 철도역이다. 상대식 승강장 2면 2선의 구조를 갖춘 지상역이다.

## 타는 곳
| 1 | ■ 우에쓰 본선 | 상행 | 쓰루오카 · 아쓰미온센 · 무라카미 방면 |
| 2 | ■ 우에쓰 본선 | 하행 | 아마루메 · 사카타 · 아키타 방면       |

## 역 주변
- 야마가타 현도 제342호선

## 역사
- 1944년 6월 1일 : 미나미아마루메 신호장으로서 개설.
- 1950년 3월 15일 : 역으로 승격해, 니시부쿠로역 개업.
- 1987년 4월 1일 : 일본국유철도 분할 민영화에 의해, 동일본 여객철도가 승계.

## 인접 역
| 동일본 여객철도 우에쓰 본선 | 동일본 여객철도 우에쓰 본선 | 동일본 여객철도 우에쓰 본선 |
| --------------------------- | --------------------------- | --------------------------- |
| 후지시마 니쓰 방면          | ■ 우에쓰 본선               | 아마루메 아키타 방면        |